# ريبيكا ويست
ريبيكا ويست (21 ديسمبر 1892-15 مارس 1983). سيسيلى إيزابيل فيرفيلد "Cicely Isabel Fairfield" والمعروفة بريبيكا ويست أو السيدة ريبيكا ويست Dame Rebecca West هي مؤلفة، وصحفية، وناقدة أدبية بريطانية. تميزت بإنتاجها الأدبي الغزير والمتنوع إذ تنتمى مؤلفاتها إلى العديد من الأنواع الأدبية. وقد عرفت طوال الوقت بدفاعها عن التحرر وعن مبادئ الحركة النسائية.

## نشأتها
ولدت ريبيكا ويست في لندن في ال 21 من ديسمبر عام 1892 لأم إسكتلندية وأب أيرلندى، وسُميت سيسيلى إيزابيل فيرفيلد. كانت والدتها إيزابيل عازفة بيانو لكنها توقفت بعد زواجها من الصحفى تشارلز فيرفيلد. أدى عجز فيرفيلد المادي إلى هجره لعائلته عندما كانت سيسيلى في الثامنة من عمرها ولم يعد تشارلز أبدأ إلى عائلته حتى توفى في نُزُل في ليفربول عام 1906 وسيسيلى في الرابعة عشر من عمرها. انتقلت بعدها عائلتها إلى اسكتلندا حيث تلقت سيسيلى تعليمها في مدرسة كلية جورج واتسون للفتيات George Watson's Ladies College، ثم تركتها عام 1907 بسبب انتشار مرض السُل  ولم تتلق أي تعليم بعد عمر السادسة عشر بسبب ضعف الإمكانيات المادية. سيسيلى هي أصغر أبناء العائلة فلها شقيقتين أكبر منها هما ليتيشيا Letitia ووينفريد Winifred. ليتيشيا هي أكثر من تلقى التعليم من بين الفتيات الثلات وهي واحدة من أوائل الطبيبات البريطانيات المؤهلات للعمل.

## حياتها
شغلت ويست منصب ناقد أدبي في صحف ذا تايمز ونيويورك هيرالد تربيون وصنداى تليجراف، بالإضافة إلى عملها كمراسلة لصحيفة ذا بوك مان. وحصلت على اسم شهرتها حينما تلقت تدريباً في لندن لتصبح ممثلة اختارت اسم «ريبيكا ويست» نسبة إلى البطلة في مسرحية هنريك إبسن بيت آل روزمر عام 1866، إذ اتسمت البطلة بالثورة على المعتقدات السياسية والدينية لبطل المسرحية روزمر.
اشتركت ويست بعد ذلك هي وشقيقتها ليتيشيا في الحركة المنادية بحق المرأة في التصويت بل وشاركتا في الاحتجاجات على منع المرأة من التصويت. عملت ريبيكا في بداية حياتها صحفية في الصحيفة النسائية الإسبوعية المرأة الحرة Freewoman. أمّا عن مؤلفاتها فإن من أشهر أعمالها رواية الحمل الأسود والصقر الرمادى Black Lamb and Grey Falcon عام 1941، التي تناولت فيها تاريخ وثقافة يوغوسلافيا. وتعد الرواية من آدب الرحلات. وقطار من البودرة A Train of Powderعام 1955، التي غطت فيها ما عُرف «بمحاكمات نورمبيرج»، ونشرت هذه الرواية لأول مرة في صحيفة ذا نيو يوركر. المعنى الجديد للخيانة The New Meaning of Treason، وهي دراسة لمحاكمة الفاشي البريطاني ويليام جويس. وعودة الجندى The Return of the Soldier عن الحرب العالمية الأولى. وثلاثية أوبري Aubrey's trilogy، وهي روايات تضمنت سيرتها الذاتية.
عُرفت ريبيكا ويست بأنها ناطقة بليغة باسم القضايا النسائية والاجتماعية، وبأنها ناقدة متقدة الذهن. في عام 1920، بدأت ويست القيام برحلات إلى الولايات المتحدة لإلقاء المحاضرات، ولقاء الفنانين، والمشاركة في المشهد السياسي وهو ما استمرت في فعله طوال حياتها. في عام 1930 تزوجت ويست من هنرى ماكسويل أندروز، مصرفي واستمرت علاقتهم حتى بعد علاقة زوجها العلنية قبل وفاته عام 1968. ربحت ويست من كتاباتها ثروة حتى إنها امتلكت سيارة رولزرويس عام 1940، بالإضافة إلى منزل ريفي كبير في تشيلترن هيلز في جنوب إنجلترا. أثناء الحرب العالمية الثانية، استضافت ريبيكا اللاجئين اليوغوسلاف في منزلها الريفي وأنشأت على أرضه مزرعة ألبان كما قامت بزراعة الخضروات.

## زواجها
في سبتمبر 1912، انتقدت ويست رواية هـربرت جورج ويلز الزواج Marriage، مما جذب انتباه ويلز لهاو أدى إلى تعارفهما ثم إلى علاقة غرامية بينهما في أواخر عام 1913. أنجبت منه ويست ابنأً هو أنتونى ويست في ال 4 من أغسطس 1914، والذي لم تكن علاقته بوالدته جيدة يوماً. وقد استمرت الصداقة بين ويلز وويست حتى وفاة ويلز عام 1946.

## رحلاتها
قامت ويست بالعديد من الرحلات خلال حياتها جمعت فيها المواد اللازمة لكتبها عن الرحلات والسياسة. فبين عامي 1936 و1938، زارت يوغوسلافيا ثلاث مرات والتي تحدثت عنها في روايتها «الحمل الأسود والصقر الرمادى» Black Lamb and Grey Falcon 1941. في 1960 سافرت إلى جنوب أفريقيا حيث كتبت مجموعة مقالات عن التمييز العنصري لجريدة صنداي تايمز.
لم يمنع التقدم في العمر ويست من القيام برحلاتها فقد قامت برحلتين طويلتين إلى المكسيك عام 1966 و1969، وهناك أدهشتها ثقافة البلاد. وضمت مشاهداتها في المكسيك في كتاب بعنوان الناجون في المكسيك Survivors in Mexico. لكنها لم تنهيه قط ولم ينشر إلا بعد وفاتها عام 2003. وفي عامها السبعين زارت ويست لبنان والبندقية ومونت كارلو. كما كانت تعود دائما إلى الولايات المتحدة.
استمرت ويست في الكتابة فنُشر لها عام 1966 رواية الطيور تسقط The Birds Fall Down. وآخر أعمالها المنشورة في حياتها رواية 1900 (1982) التي تناولت العام الأخير من حكم الملكة فيكتوريا، الذي استمر أعواماً طوال وأدى إلى تغيرات فيما يتعلق بالسياسة والثقافة. ونشرت معظم أعمالها بعد وفاتها مثل:
1. هذه الليلة الحقيقية This Real Night 1984
2. ابن العم روزموند Cousin Rosamund 1985
3. ذكريات العائلة Family Memories 1987
4. الشاعر الوحيد The Only Poet 1992
5. الناجون في المكسيك Survivors in Mexico 2003.

تعد ريبيكا ويست واحدة من أبرز مفكرى القرن العشرين، فقالت عنها مجلة «تايم» عام 1947أنها الكاتبة الأولى في العالم بلا منازع. كما حصلت ويست على لقبCommander of the British Empire CBE عام 1949 ولقب Dame of the British Empire عام 1959 وكلاهما من الألقاب الملكية البريطانية.

## علاقتها بإبنها
لم تكن علاقة ويست بإبنها أنتونى ويست علاقة جيدة. وقد بلغت العداوة بينهما أقصاها بعدما نشر أنتونى سيرة ذاتية أضاف لها أحداث غير واقعية بعنوان إرث Heritage عام 1955. لم تغفر له ويست يوماً تصويره في الرواية العلاقة بين ابن غير شرعى، ووالديه المشهورين غير المتزوجين، وتصويره للأم بصورة غير جيدة. فقد شعرت ويست بأن أنتونى يشيع إتهامه لها بأنها والدة سيئة. يعود هذا التصور بشكل ما إلى حقيقة أن ويست لم تكن صريحة تماماً فيما يتعلق بوالديه الحقيقيين فقد جعلته يناديها بالعمة، وينادى والده باسم ويلزى Wellsie حتى بلغ الرابعة أو الخامسة من عمره. شعر أنتونى أيضاً أن والدته قد اعتادت تركه في المؤسسات في أوائل عمره بسبب عملها على تطوير مهنتها في الولايات المتحدة. احتجت ويست على هذه الإتهامات معللة بأنها قضت معه من الوقت مثلما يقضى أي طفل مع والدته المشهورة، وشعرت ويست بالغضب الشديد لتركيز إبنها الدائم على إسلوبها كأم في حين أنه لم يتهم والده مطلقاً بالتخلى عنه بالرغم من أن ويلز كان غائباً أكثر من ويست في حياة أنتونى. في الحقيقة لقد أُعجب أنتونى بوالده إعجاباً شديداً. وكان لتصوير أنتونى شبيهة ويست في رواية إرث Heritage على أنها ممثلة أنانية غير محبة لا تهتم بالآخرين (إذ تلقت ويست في شبابها تدريباً كممثلة) أثراً سيئاً في نفس ويست قامت على إثره بقطع علاقتها بإبنها، والتهديد بمقاضاة أي ناشر يجلب الرواية إلى إنجلترا. وقد نجحت ويست في منع وجود أي نسخة إنجليزية من الرواية، ولم تنشر في إنجلترا إلا بعد وفاتها عام 1984. بالرغم من التقارب المؤقت بين ويست، وإبنها فإن حالة من القطيعة سادت بينهما مما سبب لويست حسرة إلى يوم وفاتها، إذ عبرت عن غضبها لغياب إبنها عنها، وهي على فراش موتها لكن عندما سُئلت إذا ما كان يجب إخباره للحضور أجابت ويست بالنفى وقالت ربما لا يجب عليه الحضور إذا كان يكرهنى بهذا القدر.

## رؤيتها السياسية
نشأت ويست في منزل ملئ بالنقاشات حول الشؤون العالمية. فوالدها الصحفى كثيرا ما أدخل نفسة في موضوعات مثيرة للجدل، فأحضر إلى المنزل ثوار روسيين، ونشطاء سياسيين فساهمت مناقشاتهم في تشكيل وعى ويست السياسى الذي ظهر في رواياتها مثل: «تسقط الطيور» والتي تدور أحداثها في روسيا قبل الثورة. كان الحدث الأبرز الذي أثر في ويست هو قضية دريفوس  التي تعلمت منها ويست مبكراً كم من السهل اضطهاد الأقليات، وإثارة الشكوك حول الأفراد باستخدام أدلة واهية وإثارة الرأى العام. كانت ويست على دراية باستخدام علم النفس في السياسة، وكيف استمرت حركات وقضايا بُناء على تصديق أو عدم تصديق مبادئ معينة حتى إن خالفت الحقيقة.
كما يبدو أن حس والدها الساخر قد أثر فيها أيضاً مما جعلها تعتبر أي شخص ذو فكر أهل لبدء نقاش. وعلى الرغم من أن ويست كانت ناشطة نسوية، ومن المدافعين عن حق المرأة في التصويت كما كتبت عن حياة إيميلين بانكوريست Emmeline Pankhurst فإنها انتقدت طريقة كريستابل Christabel ابنة بانكوريست. بل إنها انتقدت أيضاً الجوانب النظرية التي قام عليها الاتحاد السياسى والإجتماعى للنساء Women's Social and Political Union (WSPU) الذي أنشأته بانكوريست.
كانت الثورة البلشفية هي الاختبار الحقيقى لرؤى ويست السياسية. إذ رأى الكثير من اليساريين أنها بداية لعالم جديد أفضل، ونهاية لجرائم الرأسمالية. اعتبرت ويست نفسها واحدة من اليساريين، إذ ارتادت مدرسة فابيان الاشتراكية School Fabian socialist، ولكنها رأت أن الثورة والثوار كلاهما مدان. فحتى قبل أن يتولى البلشفيون السلطة في أكتوبر 1917، عبرت ويست عن شكها في أن الأحداث في روسيا قد تصبح نموذجا للاشتراكيين في بريطانيا وأى مكان آخر.
دفعت ويست ثمناً باهظاً بسبب موقفها تجاه الثورة الروسية الثورة كما أدت مواقفها إلى انعزالها أكثر فأكثر. فعندما زارت إيما جولدمان Emma Goldman بريطانيا عام 1924 بعد أن شاهدت بنفسها عنف البلشفيين إنزعجت ويست من تجاهل المثقفين البريطانيين لشهادة جولدمان وتحذيرها من استبداد البلشفيين.
و بالرغم من إستنكارها للشيوعية، لم تتوقف ويست عن نقد الديمقراطيات الغربية أيضأً. ففى عام 1919- 1920 انتقد ويست بشدة الحكومة الأمريكية لترحيلها لجولدمان، ولإعتقالات بالمر Palmer raids. كما استنكرت فشل الديمقراطيات الغربية في مساعدة الجمهورية الإسبانية وقامت ويست بالتبرع لها.
هاجمت ويست المعروفة بصمودها ضد الفاشية الحكومات المحافظة في بلدها لإتباعها سياسة التهدئة مع أدولف هتلر، ومع زملائها اليساريين المنادين بالسلمية. ففى رأيها لم يفهم كلا الطرفان الأهداف الخبيثة للنازية. فبعكس غيرها من اليساريين لم تثق ويست في جوزيف ستالين. رأت ويست أن لستالين عقلية إجرامية ساعدت الشيوعية على ظهورها. وقد إنتاب ويست الغضب عندما غير الحلفاء ولائهم تجاه حركات المقاومة اليوغسلافية، إذ امروا ببدء انسحاب المناصرين الشيوعيين الذين يقودهم تيتو في يوغسلافيا، وبهذا يكون الحلفاء قد تخلوا عن مجموعات المتمردين التي كونها درازا ميالوفيتش Draža Mihailović المعروفة ب تشيتنيتسى Chetnik، والتي عدتها ويست المقاومة اليوغسلافية الشرعية.
أعربت ويست عن مشاعرها وآرائها من تحول الحلفاء في يوغسلافيا بكتابتها قصة قصيرة بعنوان «بلورة مدام سارة السحرية» Madame Sara's Magic Crystal لكنها قررت عدم نشرها بعد مناقشة مع أورم سارجنت Orme Sargent مساعد بوزارة الخارجية. ذكرت ويست في مذكراتها أن سارجنت أقنعها أن اختيار تيتو يرجع إلى التفكير في مصلحة الجيش البريطانى لا لأى سبب آخر، وبررت ويست قرارها بالامتناع عن نشر قصتها بأنه رغبة شخصية في التضحية بنفسها في سبيل بلدها. بعد الحرب زادت معارضة ويست للشيوعية خاصة مع رؤية تشيكوسلوفاكيا، والمجر، وغيرها من بلاد شرق ووسط أوروبا تخضع لهيمنة السوفيت.
لم يكن مفاجئاً أن يختلف رأى ويست عن باقى زملائها فيما يتعلق بالسيناتور الأمريكى جوزيف ماكارثى Joseph McCarthy. فبالنسبة لها كان مكارثى على حق في ملاحقة الشيوعيين وإن إتسمت طريقته بالخشونة. وقد أثار رأى ويست غضب عارم بين اليساريين واعتراض ليبراليين معارضيين للشيوعية. بينما ظلت ويست متمسكة برأيها ورفضت العدول عنه.
بالرغم من أن معارضة ويست للشيوعية جعلتها محل تقدير من المحافظين فإنها لم تعتبر نفسها يوماً منهم. فقد صوتت ويست لصالح حزب العمل، ورحبت بانتصاره الساحق عام 1945، لكنها أعربت عن اعتراضها على سيطرة نقابات العمال البريطانية على حزب العمل وكان رأيها في أن السياسيين المنتمون لليسار مثل مايكل فوت Michael Foot عاديون، وكانت مشاعرها مرتبكة تجاه حكومة كالاجان Callaghan. أُعجبت ويست بمارجريت ثاتشر Margaret Thatcher لا بسبب سياستها بل بسبب نجاحها في الوصول إلى القمة في عالم يسيطر عليه الرجال كما أثنت على إستعداد ثاتشر للتصدى لما تمارسه نقابة العمال من ترهيب.
في النهاية يمكن القول أن معارضة ويست للشيوعية ظلت محور آرائها السياسية لأنها طالما اعتبرت أن الشيوعيين هم الأعداء الحقيقيون للأوضاع القائمة في البلاد الرأسمالية. في نظر ويست كلا من الشيوعية والفاشية مجرد أشكال للإستبداد. فالشيوعيون إتبعوا نظام حزبى صارم لم يتح لهم التعبير عن أنفسهم وكانت ويست مثالاً رائعاً للمثقف الذي يجيد التعبير عن رأيه مهما كلفه الأمر / سبب له رأيه الضرر. فقد عبر قليل من الكُتاب صراحة عن أن إتخاذ ويست مواقف غير مألوفة أو معارضة للتيار تسبب في اهتزاز صورتها في جناح اليسار. وتقول دوريس ليسينج Doris Lessing أن جيلاً كاملاً من الكتاب تجاهل ويست ورفض قراءة مؤلفاتها.

## تأثيرها الثقافى
في يوليو عام 1981 حاور بيل موير Bill Moyer ريبيكا ويست في حوار بعنوان «زيارة للسيدة ريبيكا ويست» سُجل في منزلها بلندن وهي في ال 89 من عمرها بثتها خدمات البث العامة Public Broadcasting Service (PBS). وكتب جون أوكونرJohn O'Connor معلقاً على هذا الحوار أن السيدة ريبيكا ويست أظهرت حضوراً قوياً.
تحولت رواية ريبيكا ويست الأولى عودة الجندى The Return of the Soldier إلى فيلم عام 1982 أخرجه آلان بريدجز Alan Bridges، وقام ببطولته كلاً من آلان بايتس Alan Bates، وجليندا جاكسون Glenda Jackson، وجولى كريستى Julie Christie. ومؤخراً عُرض على المسرح مسرحية مستوحاة من قصة الفيلم بعنوان جندى المارين Once a Marine كتبتها كيلى يونجر.Kelly younger إتخذت المسرحية فكرة ويست، وهي فقدان الذاكرة بفعل قذيفة، ونفذتها على بطل المسرحية: جندى عائد من حرب العراق يعانى من اضطراب ما بعد الصدمة.
أنتجت مسرحيتان منذ عام 2004 عن ريبيكا ويست. أولاهما: «تلك السيدة: ريبيكا ويست تتذكر» كتبها كارل رولى سون Carl Rollyson، وهيلين ماكلويد Helen Macleod، وآن بوبى Anne Bobby . المسرحية عبارة عن مونولوج لإمرأة واحدة حيث تقوم ممثلة تؤدى دور ريبيكا ويست بسرد قصة حياتها من خلال بعض مقالاتها، ورسائلها، وكتبها الأكثر شهرة. وثانيهما: عام 2006 باسم «قبلة توسكا» Tosca's Kiss من تأليف كينيث جوب Kenneth jupp . تعيد المسرحية سرد خبرة ويست في تغطية محاكمات نورمبيرج Nuremberg trial لصالح جريدة ذا نيويوركر .The New Yorker
كما يعد الكتاب المؤثر أشباح البلقان Balkan Ghosts لروبرت د. كابلان Robert D. Kaplan إجلال لرواية ويست «الحمل الأسود والصقر الرمادى» Black Lamb and Grey Falcon، والتي عدها روبرت أعظم كتاب رحلات في القرن.
في عام 1990 قام فريق روك نسائي كندى بقيادة أليسون أوتهيت Alison Outhit بتسمية فريقهم ريبيكا ويست. وفي فبراير عام 2006 بثت البى بى سى BBC نسخة إذاعية من رواية ويست The Fountain Overflows كتبها للإذاعة روبن بروك Robin Brook في ستة أجزاء زمن الواحد 55 دقيقة.

## آراؤها الدينية
عدت ويست نفسها مسيحية لكنها كانت مؤمنة غير تقليدية. فقد وقَرت المسيح، وعدته المثال النموذجى للرجل الصالح لكنها لم تثق كثيراً في الله. كانت ويست تكن احتراماً بالغاً للتوضيحات الأدبية، والتصويرية، والمعمارية عن التعاليم المسيحية، واعتبرت الإيمان آداة صالحة لمواجهة ألغاز الحياة، وغموض الكون. بالرغم من أن كتاباتها مليئة بالإشارة إلى الإنجيل والتاريخ الكنسى فإنها عارضت الكثير من العقائد.
عام 1926 عبرت وست عن إتفاقها مع الاعتقاد أن المسيحية لابد أن تعتبر مرحلة من مراحل الوحى لا نهاية الوحى. وكانت مساهمة ويست مع فيرجينيا وولف في كتابة سلسلة رسائل هوغارث Hogarth Letters Series، ورسالة إلى الجد Letter to a Grandfather عام 1933 تصريح بأن ويست مؤمنة بعكس ما ظن البعض. فقد كتبت رسالة إلى الجد Letter to a Grandfather في ظل الكساد الكبير، وتتبع هذه الرسالة التدهور الشديد في الاعتقاد في العناية الإلهية عبر العصور. وبصورة ما تدحض رواية الحمل الأسود والصقر الرمادى عقيدة الكفارة Atonement التي رأت ويست أنها أثارت هوس مميت بالتضحية طوال العصر المسيحى، وأنها أيضاً السبب في إتباع نيفيل تشامبرلين Neville Chamberlain سياسة التهدئة التي عارضتها ويست بقوة فقد كتبت «إن كل الفكر الغربى مبنى على الإدعاء المثير للإشمئزاز بأن الألم هو الثمن المناسب لأى شئ جيد فقد استطاع أوغسطين Augustine اختراع نظرية الكفارة Atonement التي كانت محض هراء لكنه استطاع أن يقنع بها الآخرين. فهذه النظرية الوحشية تفترض ان الإله غضب على الإنسان بسبب خطاياه، وأنه أراد معاقبته لكن ليس بصورة تؤدى إلى تقويمه بل بإيقاع الألم عليه، وأنه سمح للمسيح بتحمل هذا الألم بدلاً من الإنسان، وأن الإله -بشروط محددة- سيقبل معاملة الإنسان على أنه لم يرتكب أي خطيئة. ففى هذه النظرية إهانة للمنطق على جميع الأصعدة، فكيف بإله عادل أن يغفر للبشر الخطائين لأن شخصاً صالحاً تحمل عنهم العذاب بصلبه».
علاوة على ذلك، أدت الحرب العالمية الثانية إلى اكتشاف ويست لمعتقد أكثر تقليدية هو اعتقادها أنه من يبحث عن الحقيقة فإن حقيقة الدين المسيحى ستتجلى له. ظنت ويست في أوائل الخمسينيات أنها تعرضت لإلهام غامض في فرنسا، وحاولت بِجِد التحول إلى الكاثوليكية، وهناك سابقة في عائلتها إذ تحولت أخها ليتيشيا إلى الكاثوليكية مما تسبب في ضجة بهذا الشأن. لم تكتمل محاولة ويست فقد أسًرت إلى صديق أنها لم تستطع أن تصبح كاثوليكية لم ترد ذلك، ولم تتحمله ولم تصدق أن عليها دفع مثل هذا الثمن للخلاص. إتسمت كتاباتها في الستينيات، والسبعينيات بانعدام الثقة في الله، وقالت إن اعتراضها على الدين هو أن الله هو المسئول عن معاناة البشر مما يجعل من المستحيل عليها تصديق الأشياء الجيدة المذكورة عنه في الإنجيل، وبالتالى عدم قدرتها على تصديق أي شئ ذكرها الإنجيل عنه.
إن موقف ويست المتذبذب تجاه المسيحية قابله موقف آخر أكثر ثباتاً هو أن ويست بشكل ما كانت مانوية Manichaean. والمانوية تقوم على فكرة أن العالم قائم على أصلين هما النور والظلام. على الرغم من انتقادها لتجاوزات المانوية المتزمتة إلا أنها آمنت أن الثنائية هي مبدأ العمل الأساسى للكون. أدى اعتقاد ويست في المانوية إلى صراع مستمر طوال حياتها بسبب محاولتها معرفة كيفية التعامل مع الثنائيات. ففى أحيان بدت ويست وكأنها تفضل اندماج الأضداد، والدولة البيزنطية خير مثال على ذلك إذ قامت على الدمج بين الدين والدولة، الحب والعنف، الحياة والموت.
أثرت المانوية على نزعات ويست السياسية. فقناعة ويست أن البشرية ستصل إلى أعلى إمكانياتها فقط إذا إتبعت المبادئ نفسها الناشئة من المانوية. بذلك تكون نزعة ويست المانوية قد أثرت في حسها الدينى وأفكارها عن النوع، والسياسة، والفن.

## آراؤها عن المرأة
إن إصرار ويست على الاختلاف الجوهرى بين الرجل والمرأة ينم عن ارتباطها بالمانوية. فقد أرادت أن تحظى المرأة بالاحترام وبحقوق مساوية للرجل لكن في الوقت ذاته دعت إلى احتفاظ المرأة بصفاتها الأنثوية خاصة أن المرأة مرتبطة بقوة الحياة. فتقول ويست أن الرجال لديهم نزعة للعنف بعكس النساء. وإذا قلنا أن الرجال في صف الموت فالنساء في صف الحياة ويبدو من هذا أننا نتهم الرجال لكننا لم نفعل. وأحد الأسباب التي لا تجعل ويست راغبة في إتهام الرجال هو انهم ببساطة يؤدون دورهم في عالم معيب.
آمنت ويست أن تحرر المرأة ضرورى من أجل إزالة الوصمات الأخلاقية، والمهنية، والاجتماعية المتعلقة بفكرة «الجنس الأضعف» دون محاولة محو الجوانب المزاجية والميتافيزيقية المرتبطة بثنائية النوع. فالحرب بين الجنسين المصورة ببراعة شديدة في القصة القصيرة الأولى لويست «الزواج الذي لا فكاك منه» Indissoluble Matrimony (1914) يشيد في النهاية بالبطلة إيفادن Evadne لأنها قبلت شروط المنافسة دون المحاولة بسطحية الفوز بالحرب.

## وفاتها
عانت ويست من تدهور بصرها ومن ارتفاع في ضغط الدم في أواخر السبعينيات وساءت صحتها وأمضت الأشهر الأخيرة من حياتها مريضة في الفراش حتى وافتها المنية في ال 15 من مارس عام 1983عن عمر 90 عاماً. ودفنت بمقبرة بروكوود Brookwood Cemetery في لندن بإنجلترا.

## أعمالها
1. عودة الجندى The Return of the Soldier 1918
2. القاضى The Judge 1922
3. هارييت هيوم Harriet Hume 1929
4. الصوت الأجش: أربع قصص قصيرة The Harsh Voice: Four Short Novels 1935
5. The Thinking Reed 1936
6. الحمل الأسود والصقر الرمادى Black Lamb and Grey Falcon 1941
7. معنى الخيانة The Meaning of Treason 1949
8. قطار من البودرة A Train of Powder 1955
9. The Fountain Overflows 1956
10. الطيور تسقط The Birds Fall Down 1966
11. 1900 (1982)
12. هذة الليلة الحقيقية This Real Night 1984
13. ابن العم روزمند Cousin Rosamund 1985
14. عبادالشمس Sunflower 1986
15. ذكريات العائلة Family Memories 1987
16. الشاعر الوحيد The Only Poet 1992
17. الحارس The Sentinel 2002
18. الناجون في المكسيك Survivors in Mexico 2003

## روابط خارجية
- ريبيكا ويست على موقع IMDb (الإنجليزية)
- ريبيكا ويست على موقع الموسوعة البريطانية (الإنجليزية)
- ريبيكا ويست على موقع مونزينجر (الألمانية)
- ريبيكا ويست على موقع ميوزك برينز (الإنجليزية)
- ريبيكا ويست على موقع إن إن دي بي (الإنجليزية)
- ريبيكا ويست على موقع قاعدة بيانات الفيلم (الإنجليزية)